# خودکشی در ژاپن

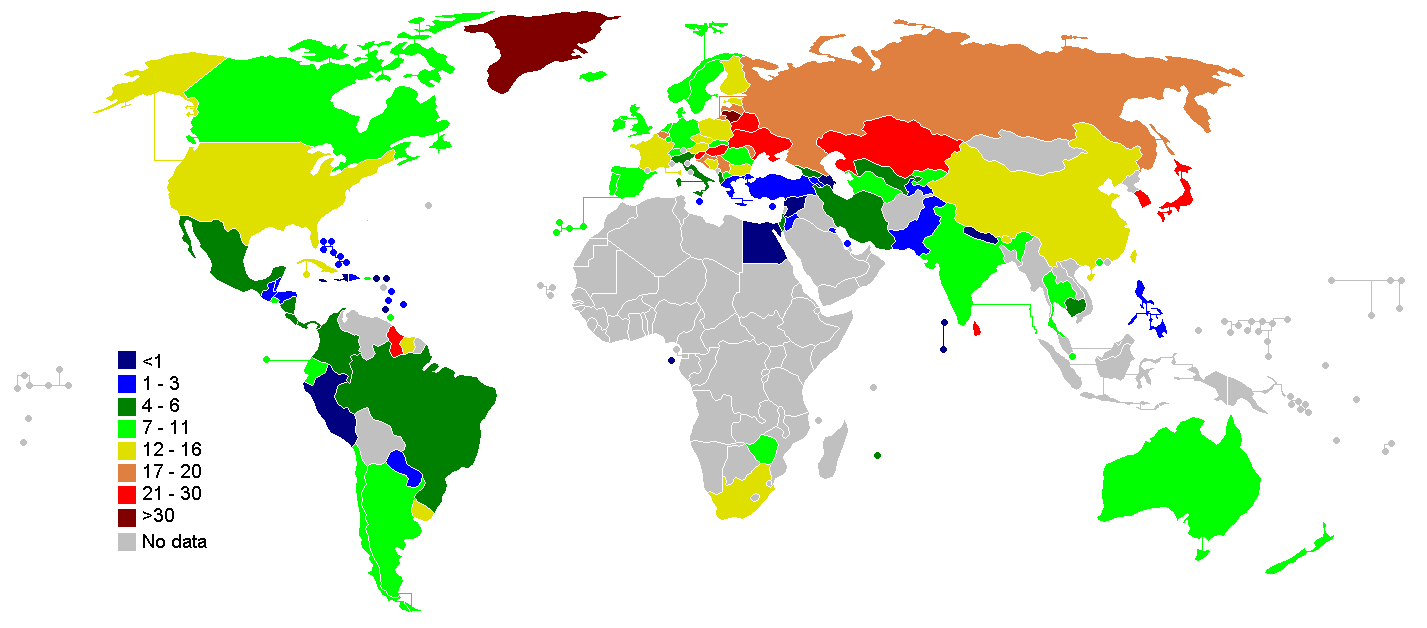
نرخ خودکشی ژاپن در هر ۱۰۰٬۰۰۰ تن در مقایسه با دیگر کشورها بر پایه داده‌های سازمان بهداشت جهانی این سازمان ادعا دارد چین، هند، روسیه، ایالات متحده آمریکا، ژاپن و کره جنوبی بیش‌ترین تاثیرگذاران نرخ بالای خودکشی در جهان هستند.

خودکشی در ژاپن به یک مسئله بغرنج اجتماعی و ملی در این کشور بدل شده‌است. در سال ۲۰۱۴ به طول متوسط روزانه ۷۰ تن از مردم ژاپن اقدام به خودکشی نمودند که بیشترینشان را مردان تشکیل می‌دادند. ژاپن از آمار بالای خودکشی رنج می‌برد اما میزان خودکشی در سه سال اخیر در حال کاهش بوده و زیر ۳۰٬۰۰۰ تن برآورد شده‌است. ۷۱ درصد از خودکش‌ها مرد بوده‌اند و خودکشی نخستین عامل مرگ مردان ۲۰ تا ۴۴ سال ژاپن به حساب می‌آید. در سال ۲۰۱۷، این کشور با نرخ ۱۴٫۹ در هر ۱۰۰۰۰۰ نفر هفتمین نرخ خودکشی در سازمان همکاری و توسعه اقتصادی را داشت و در سال ۲۰۱۹، این کشور دومین نرخ خودکشی را در میان کشورهای توسعه یافته گروه هفت داشت.
از جمله دلایل خودکشی در این کشور می‌توان به بیکاری به سبب بحران اقتصادی اشاره کرد. پلیس ژاپن (NPA) در سال ۲۰۰۷ فهرستی از ۵۰ سبب خودکشی در این کشور را منتشر کرد. خودکشی به سبب از دست دادن شغل ۶۵٫۳ درصد و خودکشی به سبب مصائب زندگی ۳۴٫۳ درصد برآورد شد. افسردگی با یک جهش ۷٫۱ درصدی برای سال سوم در بالای فهرست قرار گرفت.
در تاریخ ژاپن با موارد عدیده‌ای از خودکشی برای افتخار همچون هاراکیری و کامی‌کازه روبرو هستیم که به سبب جلوگیری از آبروریزی خانوادگی و خجالت و شرم صورت می‌پذیرفته‌اند.
از ۱۹۹۰ به این سو خودکشی در ژاپن رشد چشم‌گیری داشته‌است. به‌طور مثال در سال ۱۹۹۸ خودکشی در ژاپن به میزان ۳۴٪ افزایش یافت. این سبب شده تا دولت ژاپن تمهیداتی به منظور پیشگیری از خودکشی و سرمایه‌گذاری در جهت یافتن و مبارزه با کاراهای خودکشی و نیز بهبود وضعیت اشخاصی که خودکشی ناموفق داشته‌اند، بنماید.
در دوران همه‌گیری کووید ۱۹ خودکشی در میان زنان و جوانان ژاپنی افزایش چشمگیری داشت؛ به طوری که پژوهشگران به الگوهای کاملاً غیرمعمولی رسیدند. در سال‌های اخیر نرخ خودکشی در میان دانش‌آموزان به دلیل سخت‌گیری‌ها رو به افزایش است.

## پیوند با تجارت

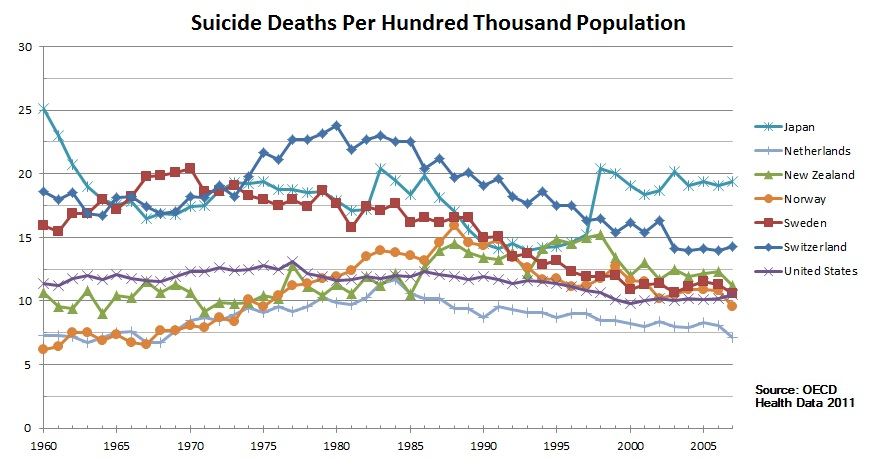
میزان مرگ و میر ناشی از خودکشی از ۱۹۶۰ تا ۲۰۰۷ برای کشورهای ژاپن، هلند، نیوزیلند، نروژ، سوئد، سوئیس و آمریکا

اقتصاد ژاپن که سومین اقتصاد بزرگ جهان است، بدترین رکود خود را از زمان جنگ جهانی دوم در اوایل سال ۲۰۰۹ تجربه کرد و نرخ بیکاری این کشور را به رکورد بالای ۵٫۷ درصد در ژوئیه ۲۰۰۹ رساند و باعث افزایش اندک خودکشی در آن سال شد. در نتیجه از دست دادن شغل، نابرابری اجتماعی نیز افزایش یافته‌است که در مطالعات نشان داده شده‌است که به نسبت سایر کشورهای سازمان همکاری و توسعه اقتصادی بر نرخ خودکشی در ژاپن تأثیر گذاشته‌است.
یکی از عوامل مؤثر در آمار خودکشی در میان افرادی که شاغل بودند، فشار فزاینده برای حفظ شغل از طریق اضافه کاری بیشتر و روزهای مرخصی کمتر بود. بر اساس آمارهای دولتی، خستگی ناشی از کار و مشکلات سلامتی، از جمله افسردگی ناشی از کار، انگیزه‌های اصلی خودکشی بودند که بر رفاه اجتماعی حقوق بگیران تأثیر منفی گذاشت و ۴۷ درصد از خودکشی‌ها در سال ۲۰۰۸ را به خود اختصاص دادند. از ۲۲۰۷ خودکشی ناشی از کار در سال ۲۰۰۷، شایع‌ترین دلیل (۶۷۲ خودکشی) کار زیاد بود.
علاوه بر این، خلأ ایجاد شده پس از اجبار به بازنشستگی از محل کار گفته می‌شود که تا حدودی مسئول تعداد زیادی خودکشی سالمندان است. در پاسخ به این مرگ‌ها، بسیاری از شرکت‌ها، جوامع و دولت‌های محلی شروع به ارائه فعالیت‌ها و کلاس‌هایی برای سالمندان تازه بازنشسته‌ای کرده‌اند که در خطر احساس انزوا، تنهایی، و بدون هدف یا هویت هستند.
شرکت‌های وام دهنده نقش زیادی با میزان خودکشی دارند. پلیس ژاپن می‌گوید که یک چهارم تمام خودکشی‌ها انگیزه مالی دارند. بانک‌های ژاپنی شرایط بسیار سختی را برای وام‌ها تعیین می‌کنند و وام گیرندگان را مجبور می‌کنند تا از اقوام و دوستان خود به عنوان ضامن استفاده کنند که مسئول وام‌های عقب افتاده می‌شوند، و باعث ایجاد احساس گناه و ناامیدی شدید در وام گیرنده می‌شود. بسیاری از آنها به جای اینکه بار را بر دوش ضامنان خود بگذارند، سعی کرده‌اند مسئولیت وام‌های پرداخت نشده و بدهی‌های معوق خود را از طریق پرداخت‌های بیمه عمر به عهده بگیرند. وکلا و کارشناسان دیگر ادعا می‌کنند که در برخی موارد، جمع‌آوران تا جایی که این مسیر را طی می‌کنند، بدهکاران را مورد آزار و اذیت قرار می‌دهند. وام دهندگان غیربانکی ژاپنی، از اواسط دهه ۱۹۹۰، شروع به گرفتن بیمه نامه‌های عمر کردند که شامل پرداخت‌های خودکشی برای وام گیرندگان می‌شود که شامل پوشش خودکشی می‌شود، و وام گیرندگان نیازی به اطلاع‌رسانی ندارند. در ۱۳ دسامبر ۲۰۰۶، بازنگری در قانون تجارت وام دهی پول انجام شد که وام دهندگان را از بیمه خودکشی بدهکاران بازمی‌دارد.

## انگیزه‌های خودکشی
به منظور بررسی بهتر انگیزه‌های خودکشی، در سال ۲۰۰۷، پلیس ژاپن (NPA) در دسته‌بندی انگیزه‌های خودکشی به ۵۰ دلیل، با حداکثر سه دلیل برای هر خودکشی، تجدید نظر کرد.
- تا سال ۲۰۲۰، انگیزه اصلی، با ۴۹ درصد از خودکشی‌ها مشکلات پزشکی بود. با این حال، از آنجایی که این مقوله شامل مسائل روحی (مانند افسردگی) و جسمی می‌شود، نمی‌توان بین این دو تمایز دقیق قائل شد.
- دومین انگیزه رایج فهرست شده برای خودکشی مشکلات مالی (بدهی زیاد، فقر) بود که در ۱۷ درصد از خودکشی‌ها انگیزه داشت.
- انگیزه سوم مشکلات خانوادگی است که در ۱۵ درصد از خودکشی‌ها ذکر شده‌است.
- چهارمین لیست مشکلات محل کار و روابط کاری است که ۱۰ درصد از خودکشی‌ها آن را به عنوان دلیل ذکر کرده‌اند.
- دو دسته اصلی آخر عبارتند از شکست عاطفی با ۴ درصد، و عدم موفقیت در مدرسه با ۲ درصد و در نهایت سایر موارد با ۱۰ درصد.

## مردم‌شناسی و مکان‌ها
عموماً بیش‌تر خودکش‌ها در ژاپن مرد هستند (۷۱٪ مردان و ۲۹٪ زنان به تاریخ ۲۰۰۷). در سال ۲۰۰۹ شمار خودکشی‌ها در میان مردان این کشور از ۶۴۱ تن به ۲۳٬۴۷۲ تن رسید (۴۰٫۸٪ از این افراد ۴۰ تا ۶۹ سال داشته‌اند). خودکشی نخستین کارای مرگ در بین مردان سنین ۲۰ تا ۴۴ سال در این کشور بوده‌است. در واقع، مردان ژاپنی دو برابر زنان این کشور دست به خودکشی می‌زنند و این شاید به سبب خاتمه دادن به زندگیشان پس از طلاق باشد. با این وجود خودکشی نخستین کارای مرگ و میر بین زنان سنین ۱۵ تا ۳۴ سال این کشور است.
در سال ۲۰۰۹ شمار خودکشی‌ها با ۲٪ افزایش به ۳۲٬۸۴۵ تن رسید که این یعنی به ازای هر ۱۰۰٬۰۰۰ تن ژاپنی ۲۶ تن اقدام به خودکشی کرده‌اند.
در سال‌های اخیر نرخ خودکشی در میان دانش آموزان به دلیل سخت‌گیری‌های شدید معلمان در مدارس رو به افزایش است.